# مارغريت كيز
مارغريت كيز (بالإنجليزية: Margaret Keyes)‏ هي أكاديمية أمريكية، ولدت في 4 مارس 1918 في ماونت فيرنون في الولايات المتحدة، وتوفيت في 14 أكتوبر 2015 في آيوا سيتي في الولايات المتحدة.